# Коле ди Паста (Бергамо)
Коле ди Паста је насеље у Италији у округу Бергамо, региону Ломбардија.
Према процени из 2011. у насељу је живело 40 становника. Насеље се налази на надморској висини од 408 м.